# Portada/article novembre 12

## Naruto
Naruto (ナルト en japonès) és un manga creat per Masashi Kishimoto i posteriorment adaptat a l'anime per Hayat Date. Narra les aventures d'un ninja adolescent hiperactiu anomenat Naruto Uzumaki que aspira a convertir-se en el Hokage de la Vila de la Fulla (Konoha) perquè tothom reconegui la seva vàlua. La sèrie està basada en un one shot del mateix Kishimoto que realitzà l'agost del 1997 per a la revista Akamaru Jump.